# (300001) 2006 UA35
(300001) 2006 UA35 es un asteroide perteneciente al cinturón de asteroides, descubierto el 16 de octubre de 2006 por el equipo del Spacewatch desde el Observatorio Nacional de Kitt Peak, Arizona, Estados Unidos.

## Designación y nombre
Designado provisionalmente como 2006 UA35.

## Características orbitales
2006 UA35 está situado a una distancia media del Sol de 3,186 ua, pudiendo alejarse hasta 3,222 ua y acercarse hasta 3,150 ua. Su excentricidad es 0,011 y la inclinación orbital 1,772 grados. Emplea 2077,56 días en completar una órbita alrededor del Sol.

## Características físicas
La magnitud absoluta de 2006 UA35 es 16,8.